# Escape Plan - Fuga dall'inferno
Escape Plan - Fuga dall'inferno (Escape Plan) è un film del 2013 diretto da Mikael Håfström, con protagonisti Sylvester Stallone e Arnold Schwarzenegger.

## Trama
Ray Breslin lavora per una società che si occupa di collaudare penitenziari di massima sicurezza: il suo compito è farsi incarcerare sotto le spoglie di un comune detenuto e cercare una  via di fuga. L'ultimo suo incarico consiste nel verificare la sicurezza della Tomba, una prigione high tech basata sui suoi stessi studi e da cui in un primo momento sembra impossibile evadere. Ben presto Ray si accorge che qualcosa non va e che non è stata rispettata nessuna delle misure di sicurezza precedentemente concordate per poter essere liberato, ponendo fine al test. All'interno del carcere dovrà confrontarsi con i vari detenuti, tra cui Emil Rottmayer, un solidale compagno di prigionia dal passato oscuro, per trovare un appoggio interno e iniziare a pianificare la fuga. Breslin scopre così che la Tomba è un'enorme nave cargo all'interno della quale è stato costruito il penitenziario. Dopo aver ottenuto la complicità del medico della prigione i due amici pianificano la fuga, ipotizzando la posizione della nave per mezzo di un sestante improvvisato. Parallelamente, al di fuori del carcere, si svolge un'indagine da parte dei collaboratori di Breslin per scoprire chi ha voluto far sparire il loro collega dalla faccia della Terra.

## Produzione
Escape Plan ebbe una gestazione relativamente travagliata, tanto che nel corso degli anni passò attraverso tre registi così come l'interprete principale attraverso altrettanti attori. Il progetto di realizzare questo film era presente nelle intenzioni della Summit Entertainment sin dal 2008, quando si assicurò i diritti per la pellicola acquistando la sceneggiatura Exit Plan di Miles Chapman e ingaggiando Jason Keller per riscriverla e Jeff Wadlow per trasporla sul grande schermo. Inizialmente era stato scelto come titolo di lavorazione The Tomb per poi cambiare definitivamente in Escape Plan durante la fase di post-produzione.

### Regia
Nel marzo 2008 venne annunciato che la pellicola sarebbe stata diretta da Jeff Wadlow, alla seconda collaborazione con la Summit Entertainment dopo Never Back Down - Mai arrendersi. Wadlow iniziò a sviluppare idee per dirigere il film ma fino al luglio del 2009 il progetto risultò essere ancora in fase di stallo per cui, secondo un preaccordo, la produzione sollevò il regista dall'incarico esercitando l'opzione di fargli dirigere un'altra pellicola relegando così Escape Plan nell'oblio. Dopo l'uscita di Wadlow, nel maggio 2010 si è parlato di Antoine Fuqua, e, sebbene il suo nome sia rimasto collegato al progetto per più di un anno, alla fine egli preferì dedicarsi a un altro film così la Summit Entertainment dovette cercare un altro regista, che trovò in Mikael Håfström, entrato in trattative nel gennaio 2012 e confermato il mese successivo.

### Cast

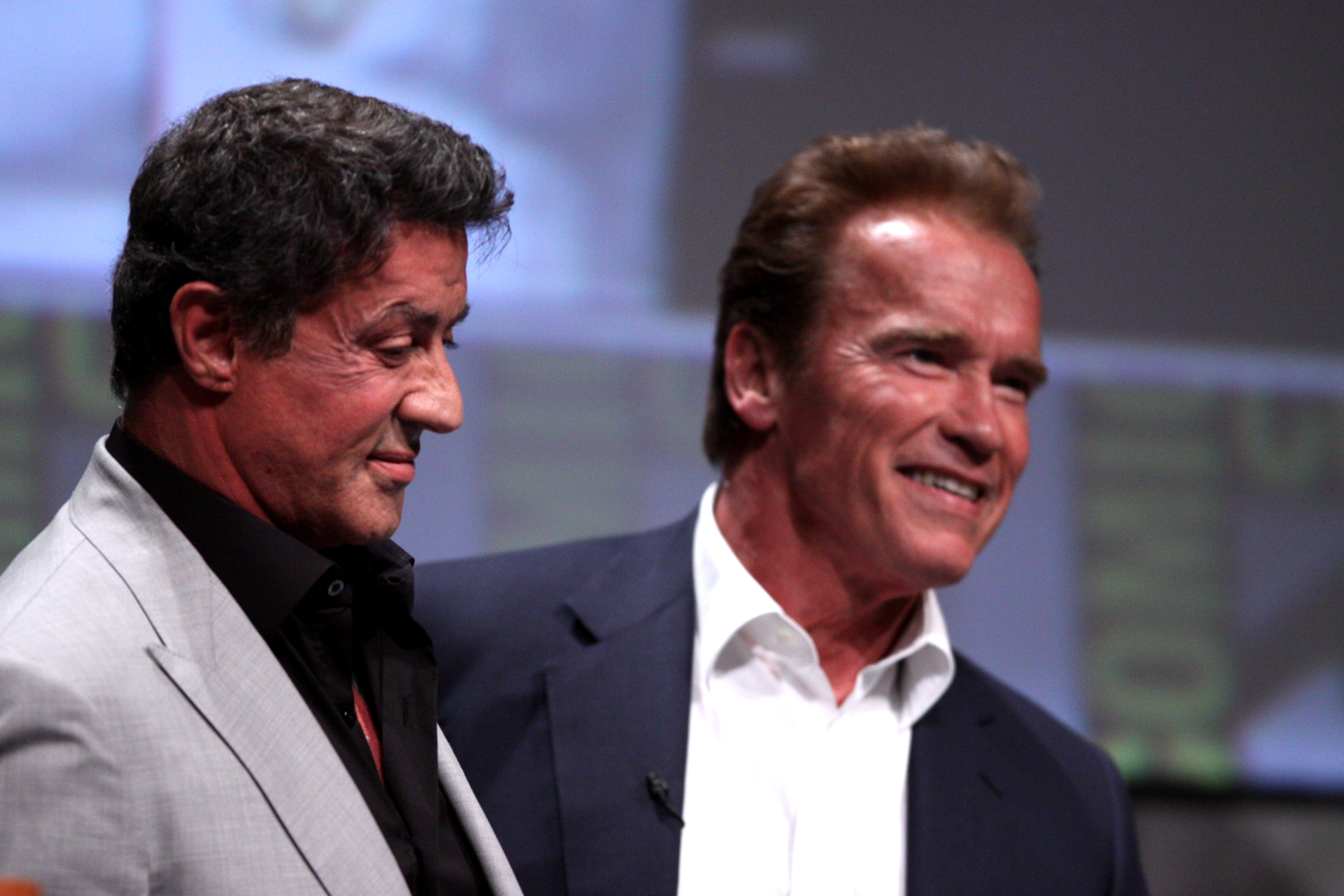
Escape Plan unisce per la prima volta Stallone e Schwarzenegger nelle vesti di protagonisti assoluti di un film.

Fin dal principio i produttori si sono dimostrati propensi all'idea che il protagonista sarebbe stato una famosa star d'azione. In questo senso il primo attore ad essere stato preso in considerazione fu Bruce Willis, che venne contattato dalla Summit Entertainment nel maggio del 2010 per interpretare il ruolo del protagonista. Dopo che questi declinò l'offerta all'inizio del 2011, Escape Plan avrebbe potuto essere, a un certo punto, il film della rentrée al cinema di Arnold Schwarzenegger, il quale manifestò interesse nel film e, sebbene intrattenne colloqui con la compagnia durante il mese di marzo, alla fine gli preferì The Last Stand. Pertanto la produzione ripiegò sette mesi dopo su Sylvester Stallone, che subentrò nel ruolo principale: Ray Breslin, progettista di prigioni anti-evasione. Sennonché nel febbraio 2012, Schwarzenegger, persuaso dal produttore del film Mark Canton per conto di Stallone, rinunciò a un altro film in cantiere (Black Sands), e accettò di rientrare nel progetto ma in un ruolo differente e meno corposo rispetto a quello precedentemente propostogli dallo studio: un detenuto dalla personalità controversa e ricca di sfumature. Mark Canton, entusiasta dell'ingaggio dell'attore austro-americano, in un'intervista radiofonica ha paragonato la collaborazione fra Schwarzenegger e Stallone a quella fra Al Pacino e Robert De Niro in Heat - La sfida. Il 17 febbraio, Canton rivelò al programma televisivo The Matthew Aaron Show che Jim Caviezel aveva firmato per recitare la parte di Willard Hobbes, direttore del carcere, personaggio che si contrappone a Breslin e Rottmayer. Ad aprile, secondo quanto riportato da Variety, si unirono al cast Vincent D'Onofrio, Vinnie Jones, Amy Ryan e 50 Cent. Il 14 maggio la produzione rilasciò un comunicato stampa che rivela in dettaglio il cast artistico e tecnico del film, annunciando tra l'altro l'ingaggio a riprese iniziate dell'attore Sam Neill.

### Riprese
Con un budget stimato in circa 50 milioni di dollari, le riprese si sono tenute principalmente a New Orleans, Slidell e Los Angeles, dal 16 aprile al 23 giugno 2012. Come base per la ricostruzione della prigione e le riprese in interni sono stati utilizzati gli spazi del Michoud Assembly Facility di New Orleans, struttura NASA in disuso da anni adibita in precedenza all'assemblaggio di giganteschi serbatoi esterni degli Space Shuttle.

### Post produzione
Il 17 ottobre 2012 e il 22 maggio 2013 furono effettuati dei test screening, per valutare le reazioni del pubblico, ambedue con riscontri positivi.

## Colonna sonora
A realizzare la colonna sonora del film venne chiamato Alex Heffes, che già aveva scritto le musiche del precedente film di Håfström. Benché la post produzione del film si tenne a Los Angeles, la colonna fu registrata a Wellington in Nuova Zelanda ed eseguita dall'Orchestra Sinfonica della Nuova Zelanda.

## Promozione
Il 9 agosto 2012 l'edizione online del Wall Street Journal ha svelato la prima foto ufficiale del film che vede Arnold Schwarzenegger e Sylvester Stallone vestire i panni di due carcerati. Il film fu presentato la prima volta nell'aprile 2013 al CinemaCon di Las Vegas, convegno ufficiale della National Association of Theatre Owners, dove venne proiettato per gli esercenti un trailer promozionale. Il 7 giugno la Summit Entertainment distribuisce nei cinema statunitensi e sul web la prima locandina ufficiale del film, che mostra al centro Stallone e Schwarzenegger imprigionati in una di tre coppie di celle disposte in senso verticale divise da uno spesso muro, e reca le tagline «The most secure prison ever built» e «No one breaks out alone». Il primo trailer ufficiale della durata di due minuti e mezzo circa è stato diffuso online dal sito IGN il 27 giugno.
Il 9 luglio la Summit Entertainment annuncia che il film sarà proiettato in anteprima per i fan al San Diego Comic-Con International il giorno 18 luglio.

## Distribuzione
Il film sarebbe dovuto uscire nelle sale statunitensi a partire dal 27 settembre 2013, ma la data di distribuzione è stata successivamente anticipata al 13 settembre, salvo poi decidere di rinviarla definitivamente al 18 ottobre. In Italia viene distribuito da 01 Distribution a partire dal 17 ottobre 2013.

### Divieti
Il 17 agosto, il sito Box Office Mojo informa che il film sarà vietato ai minori di 18 anni negli Stati Uniti d'America per la presenza di violenza e linguaggio non adatto.

## Accoglienza

### Critica
Il film riceve critiche positive sia negli Stati Uniti che in Italia.
Negli Stati Uniti, i siti The Hollywood Reporter e Variety danno pareri positivi sulla pellicola; il The Hollywood News dà un voto di 4 su 5, mentre gli utenti del sito Internet Movie Database danno al film un voto di 6,8 su 10.
In Italia invece, ottiene recensioni positive dai siti badtaste.it, comingsoon.it; il critico Francesco Alò promuove il film sul sito 35mm.it, mentre Movieplayer.it dà un voto di 7 su 10 e Best Movie dà 3 su 5. Anche il giornale Corriere dello Sport - Stadio dà parere positivo del film e la rivista TV Sorrisi e Canzoni dà 3 stelle su 4 alla pellicola.

## Riconoscimenti
- 2013 - IGN Summer Movie Awards
  - Candidatura per il miglior film d'azione

## Sequel
All'inizio del febbraio 2017 viene confermato il sequel del film, con una co-produzione Stati Uniti-Cina, insieme al ritorno di Stallone. La sceneggiatura viene affidata nuovamente a Miles Chapman; a produrre ci saranno ancora Randall Emmett e George Furla insieme a Jie Qiu, Mark Canton, Zack Schiller e Robbie Brenner, mentre i produttori esecutivi saranno Ted Fox, Mark Stewart, Barry Brooker, Stan Wertlieb, Wayne Marc Godfrey e Robert Jones Il 7 febbraio viene annunciato il regista, che sarà Steven C. Miller. Nel marzo seguente, si uniscono al cast Dave Bautista, Jaime King e 50 Cent; quest'ultimo ritorna nel ruolo del primo film mentre la King sostituisce Amy Ryan nel personaggio del primo capitolo.
Le riprese del sequel sono terminate l'11 aprile 2017 e sono state seguite dall'annuncio che la serie continuerà con il terzo capitolo, Escape Plan 3 - L'ultima sfida (Escape Plan: The Extractors), per il quale Stallone ha già firmato. Vengono riconfermati nel cast Dave Bautista, 50 Cent, Jaime King, Lydia Hull e Tyler Jon Olson e si uniscono Zhang Jin, Devon Sawa, Harry Shum Jr., Malese Jow e Sergio Rizzuto. Le riprese iniziano nel settembre 2017 per la regia di John Herzfeld.